# Вукірасіх Савондарі
Вукірасіх Савондарі (нар. 20 листопада 1980) — колишня індонезійська тенісистка.
Найвищу одиночну позицію світового рейтингу — 405 місце досягла 19 лютого 2001, парну — 312 місце — 3 серпня 1998 року.
Здобула 2 одиночні та 11 парних титулів туру ITF.

## Фінали ITF
| Легенда         |
| --------------- |
| турніри $50,000 |
| турніри $25,000 |
| турніри $10,000 |

### Одиночний розряд (2–1)
| Результат | Ранг | Дата           | Турнір              | Покриття | Суперниця        | Рахунок  |
| --------- | ---- | -------------- | ------------------- | -------- | ---------------- | -------- |
| Перемога  | 1.   | 27 липня 1997  | Джакарта, Індонезія | Тверде   | Іраваті Іскандар | 6–0, 6–3 |
| Перемога  | 2.   | 18 квітня 1999 | Джакарта, Індонезія | Тверде   | Діане Асенсіо    | 6–1, 6–4 |
| Поразка   | 3.   | 23 червня 2002 | Даллас, США         | Тверде   | Джессіка Ленгофф | 2–6, 1–6 |

### Парний розряд (11–6)
| Результат | Ранг | Дата           | Турнір                                     | Покриття   | Партнерка          | Суперниці                           | Рахунок            |
| --------- | ---- | -------------- | ------------------------------------------ | ---------- | ------------------ | ----------------------------------- | ------------------ |
| Перемога  | 1.   | 24 серпня 1997 | Самутпракан (провінція), Таїланд           | Тверде     | Вінне Пракуся      | Lee Eun-jeong Park Seon-young       | 6–4, 7–5           |
| Поразка   | 2.   | 18 квітня 1999 | Джакарта, Індонезія                        | Тверде     | Чхе Кйон І         | Ліза Андріяні Іраваті Іскандар      | 4–6, 4–6           |
| Перемога  | 3.   | 17 жовтня 1999 | Джакарта, Індонезія                        | Тверде     | Іраваті Іскандар   | Мударваті Мударваті Деа Сумантрі    | 7–5, 6–3           |
| Поразка   | 4.   | 27 лютого 2000 | Джакарта, Індонезія                        | Тверде     | Іраваті Іскандар   | Яюк Басукі Вінне Пракуся            | 4–6, 2–6           |
| Перемога  | 5.   | 16 липня 2000  | Джакарта, Індонезія                        | Тверде     | Іраваті Іскандар   | Chae Kyung-yee Чон Мі Ра            | w/o                |
| Перемога  | 6.   | 16 липня 2000  | Джакарта, Індонезія                        | Тверде     | Чон Мі Ра          | Choi Jin-young Акіко Кінебуті       | 3–6, 7–5, 7–6(7–4) |
| Перемога  | 7.   | 26 травня 2002 | Ель-Пасо (Техас), США                      | Тверде     | Ліза Андріяні      | Мішелл Дассо Селена Маккорі         | 6–2, 6–4           |
| Перемога  | 8.   | 4 червня 2002  | Гілтон-Гед-Айленд (Південна Кароліна), США | Тверде     | Ліза Андріяні      | Міранджела Моралес Шенай Перрі      | 6–2, 6–1           |
| Поразка   | 9.   | 22 червня 2002 | Даллас, США                                | Тверде     | Ліза Андріяні      | Джессіка Ленгофф Джулі Ротонді      | 1–6, 1–6           |
| Перемога  | 10.  | 11 серпня 2002 | Нонтхабурі, Таїланд                        | Тверде     | Ліза Андріяні      | Гебріелл Бейкер Дінна Робертс       | 6–3, 7–5           |
| Перемога  | 11.  | 18 серпня 2002 | Накхонратчасіма, Таїланд                   | Тверде     | Ліза Андріяні      | Вілаван Чомптанґ Ху Чін-Бі          | 6–2, 6–1           |
| Поразка   | 12.  | 11 травня 2003 | Сурабая, Індонезія                         | Ґрунт      | Ліза Андріяні      | Чжуан Цзяжун Ху Чін-Бі              | 1–6, 0–6           |
| Поразка   | 13.  | 12 жовтня 2003 | Джакарта, Індонезія                        | Тверде     | Санді Гумуля       | Ліза Андріяні Діана Юліанто         | 3–6, 3–6           |
| Перемога  | 14.  | 2 травня 2004  | Джакарта, Індонезія                        | Тверде     | Септі Менде        | Куміко Їдзіма Марі Іноуе            | 6–2, 6–3           |
| Перемога  | 15.  | 9 травня 2004  | Джакарта, Індонезія                        | Тверде (i) | Септі Менде        | Ліза Андріяні Тасша Вітаявірой      | 6–4, 6–3           |
| Поразка   | 16.  | 30 квітня 2005 | Джакарта, Індонезія                        | Тверде     | Ораван Ламанґтхонґ | Аю Фані Дамаянті Септі Менде        | 1–6, 3–6           |
| Перемога  | 17.  | 20 травня 2007 | Балікпапан, Індонезія                      | Тверде (i) | Септі Менде        | Лавінія Тананта Вів'єн Сілфані-Тоні | 3–6, 6–3, 6–4      |